# Fenestrulina farnsworthi
Fenestrulina farnsworthi är en mossdjursart som beskrevs av Soule, Soule och Chaney 1995. Fenestrulina farnsworthi ingår i släktet Fenestrulina och familjen Microporellidae. Inga underarter finns listade i Catalogue of Life.